# Beryksokształtne
Beryksokształtne (Beryciformes)  – rząd morskich, głównie głębokowodnych ryb promieniopłetwych z nadrzędu kolcopłetwych (Acanthopterygii), blisko spokrewnionych ze stefanoberyksokształtnymi (Stephanoberyciformes). Niektóre gatunki są poławiane lokalnie.

## Cechy charakterystyczne
Cechą wyróżniającą jest obecność tzw. organu Jakubowskiego (Jakubowski’s organ) – modyfikacji przednich części kanałów nadoczodołowego i podoczodołowego. Płetwy zawierają promienie twarde. Płetwy brzuszne położone są pod piersiowymi lub nieco za nimi.

## Systematyka
Do beryksokształtnych zaliczono ponad 140 gatunków grupowanych w 7 rodzinach podzielonych na podrzędy:

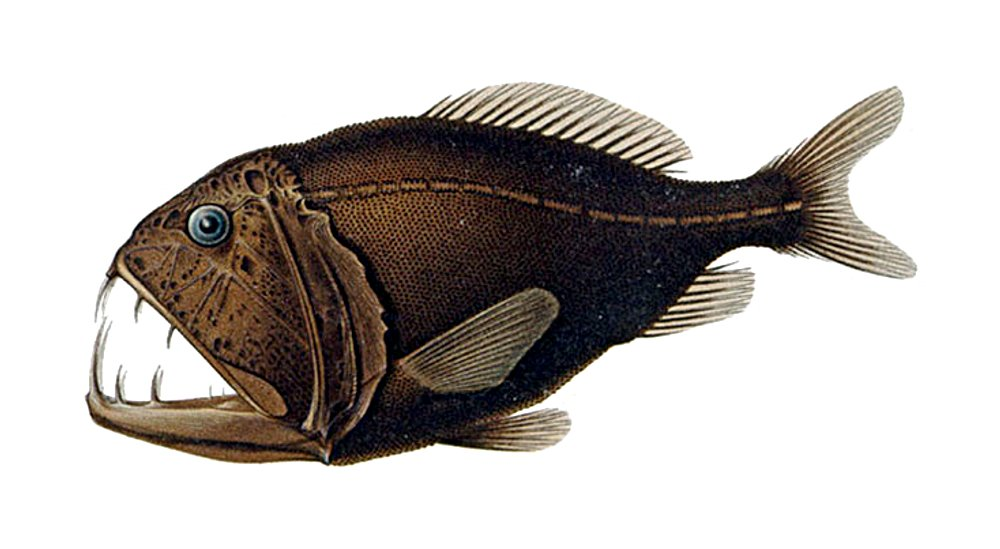
Anoplogaster cornuta

Berycoidei:
- Berycidae – beryksowate

Holocentroidei:
- Holocentridae – hajdukowate

Trachichthyoidei:
- Anomalopidae
- Anoplogastridae
- Diretmidae
- Monocentridae – szysznikowate
- Trachichthyidae – gardłoszowate